# Начальная функция масс
Начальная функция масс (НФМ, IMF) — эмпирическая функция, описывающая распределение звёзд по массе при звездообразовании. Свойства и эволюция звёзд определяются их массой, поэтому НФМ является важным предсказательным инструментом для астрономов при изучении большого количества звёзд. Выводы о начальной функции масс делаются на основе исследования распределения звёзд по массе в рассеянных скоплениях. По-видимому, НФМ универсальна для всей Галактики или, по крайней мере, для большой её части (хотя существуют небольшие вариации от скопления к скоплению), что упрощает возможность моделирования эволюции звёздного населения нашей и других галактик.

## Формулировка НФМ

Иллюстрация обратного степенного закона

Функцию масс можно определять разными способами: от прямых подсчетов звезд, до использования глобальных характеристик (плюс какая-то модель). В настоящее время НФМ принято описывать степенной функцией, где {\displaystyle dN=N(M)dM}, количество звезд с массами в диапазоне от {\displaystyle M} до {\displaystyle M+dM} в заданном объёме пространства, пропорционально {\displaystyle M^{-\alpha }dM}, где {\displaystyle \alpha } является безразмерным показателем. НФМ может быть выведена из функции светимости звёзд, существующих в настоящее время, с помощью соотношение масса-светимость и, учитывая модели того, как скорость формирования звёзд меняется со временем, задав модель излучения для каждой массы на каждой стадии эволюции.
НФМ звёзд более массивных, чем наше Солнце впервые были записаны Эдвином Солпитером в 1955 году. В его работе показатель {\displaystyle \alpha =2.35}. Эта форма НФМ называется функцией Солпитера или солпитеровская НФМ. Она показывает, что вероятность рождения звезды примерно обратно пропорционально квадрату её массы и что число звёзд в каждом диапазоне масс быстро убывает с ростом массы.
Позже другие авторы провели дополнительные исследования для звёзд с массами ниже одной солнечной. Гленн Миллер (Glenn E. Miller) и Э. Джон М. Скало (John M. Scalo) предложили НФМ для звёзд с массами ниже одной солнечной (для них α был близок к 0). Павел Крупа сохранил α=2,3 для звёзд с массами выше половины солнечной, но ввёл α=1,3 для звёзд от 0.08 до 0.5 масс Солнца и α=0,3 для звёзд с массами ниже 0,08 солнечных масс.
{\displaystyle \xi (M)={\begin{cases}k_{0}\left({\frac {M}{m_{0}}}\right)^{-\alpha _{0}}&,\quad m_{0}<M\leq m_{1}\\k_{1}\left({\frac {M}{m_{1}}}\right)^{-\alpha _{1}}&,\quad m_{1}<M\leq m_{2}\\k_{2}\left({\frac {M}{m_{2}}}\right)^{-\alpha _{2}}&,\quad m_{2}<M\end{cases}}}
где {\displaystyle m_{0}=0.01\,m_{\odot }}, {\displaystyle m_{1}=0.08\,m_{\odot }}, {\displaystyle m_{2}=0.5\,m_{\odot }};
{\displaystyle \alpha _{0}=0.3}, {\displaystyle \alpha _{1}=1.3}, {\displaystyle \alpha _{2}=2.3}.
Существует большая неопределенность в отношении НФМ субзвёзд. Также некоторые скопления по неизвестным пока причинам показывают резкие отклонения от обычной для этих объектов функции масс. Так, исследования собственных движений в поле скопления NGC 752 показывают, что оно практически не содержит звёзд малых масс. По всей видимости ещё долго будут появляться работы, где будут находить все новые и новые свидетельства в пользу солпитеровской функции масс или в пользу Миллера-Скало, или же будут предлагать новые варианты.